# Gustav Ullrich

Gustav Ullrich um 1925

Gustav Franz Ullrich (* 11. Februar 1860 in Maikammer, Rheinland-Pfalz; † 21. Februar 1938 in Annweiler am Trifels) war ein deutscher Unternehmer, Industrieller und Gründer der ASTA-Emaille-Fabrik, sowie der Firma Stabila Messgeräte Gustav Ullrich GmbH, die heute noch existiert. Des Weiteren war er Geheimer Kommerzienrat und Ehrenbürger der Stadt Annweiler.

## Leben und Wirken

### Herkunft
Gustav Ullrich stammte aus einer Familie, die um 1800 aus Diedesfeld, nach Maikammer gezogen war. Sein Vater war Franz Ullrich, der Bruder des Erfinders Anton Ullrich. Die beiden Ullrich-Brüder entwickelten zusammen die Gelenkfedersperre für Gliedermaßstäbe, die sie 1886 als Patent anmeldeten.

### Kindheit und Jugend
Gustav Ullrich kam bereits mit fünf Jahren in die Volksschule in Maikammer. Er besuchte anschließend die Lateinschule Edenkoben. Daraufhin absolvierte er ein kurzes Praktikum in der väterlichen Firma, bevor er für ein Jahr als Volontär nach Épernay (Marne) zu einem Kunden geschickt wurde, um eine technische und kaufmännische Ausbildung zu absolvieren. Danach kehrte er in seine Heimatstadt zurück und trat in den Familienbetrieb ein.

### Tätigkeit als Unternehmer
Mit 29 Jahren entschloss sich Ullrich, eigene Wege zu gehen. Er zog 1889 nach Annweiler am Trifels, wo er östlich der Bernsbacher Mühle (Kabigmühle) Grundstücke im Ausmaß von 16070 m2 erwarb, auf denen sich die Fabrikgebäude einer ehemaligen Strohmanufaktur befanden. Dort errichtete er im selben Jahr eine Fabrik für Holzgliedermaßstäbe, dessen Sortiment er schnell auch auf Wasserwaagen, Bandmaße und andere Messwerkzeuge erweiterte. Das Unternehmen wurde später in „Stabila“ umbenannt, das unter diesem Namen heute noch existiert.
1890 erwarb er weitere Grundstücke und erbaute neben der schon existierenden Firma eine neue 2000 m2 große Halle für Blechwarenproduktion. Aus ihr ging die Firma „Franz Ullrich Söhne“ hervor, ein Email-, Metall- und Stanzwerk. Diese wurde 1893 in „Annweiler Email- und Metallwerke vormals Franz Ullrich Söhne, Emailwerke, Verzinkerei, und Aluminiumfabrik, Annweiler“ und 1952 in ASTA (Annweiler Stahl) umbenannt. Auch folgte zwischen den Jahren 1890 bis 1898 die Errichtung der Arbeiterwohnheime neben der Meterfabrik.
Weitere Zweigwerke wurden unter ihm aufgekauft, beziehungsweise neu errichtet. Ein Außenwerk für die Verzinkerei war unter anderem in Bellheim erbaut worden und für die Produktion von Messwerkzeugen dienten die Neumühle so wie ein Zweigwerk für die Holzbeschaffung in Châlons-sur-Marne. Das Unternehmen entwickelte sich zum größten seiner Art in Europa und beschäftigte zeitweise bis zu 1000 Arbeiterinnen und Arbeiter.
Durch die Schaffung des Bahnanschlusses an die beiden Fabriken und durch Reisen Gustav Ullrichs, die bis ins russische Zarenreich führten, wurde der Internationalisierung des Marktes ein gewaltiger Schub verpasst. Dies führte unter anderem dazu, dass Ullrich 1895 einen Auftrag zur Herstellung der „Krönungsbecher“ (auch Zarenbecher genannt) bekam, die für die Hochzeit des russischen Zaren Nikolaus II. bestimmt waren. Aus logistischen Gründen wurde ein Teil im Maikammerer Werk, so wie in anderen Email-Fabriken Deutschlands und Österreichs produziert.
Der Erste Weltkrieg durchkreuzte weitere Zukunftspläne, die Gustav Ullrich hatte. Unter anderem wollte er eine Gießerei in Annweiler im sogenannten „Herrenteich“ errichten, wofür schon das Gelände erworben war, die Idee eines Kaltwalzwerkes bei Germersheim mit eigenem Verladehafen blieb unvollendet. Nach dem Krieg wurde das französische Zweigwerk enteignet.

### Militärzeit
Nach seiner Rückkehr als Volontär aus Frankreich diente Ullrich als Einjährig-Freiwilliger, vom 1. Oktober 1878 bis zum 30. September 1879 bei der 1. Eskadron des 2. Königlich-Bayrischen Ulanenregiments „König“ in Ansbach und wurde mit dem Prädikat „ausgezeichnet gut geführt“ zum Vizewachtmeister der Reserve befördert. Nach der ersten Reserveübung wurde er Leutnant der Reserve.
Am 23. September 1914 meldete er sich beim 2. Trainbataillon in Würzburg. Im Januar 1915 ging er als Chef der 8. Sanitätskompanie an die Westfront. Er blieb bis zum April 1916, inzwischen zum Major der Reserve befördert und Kommandeur eines Sanitätsbataillons an der Front.

### Ab 1919

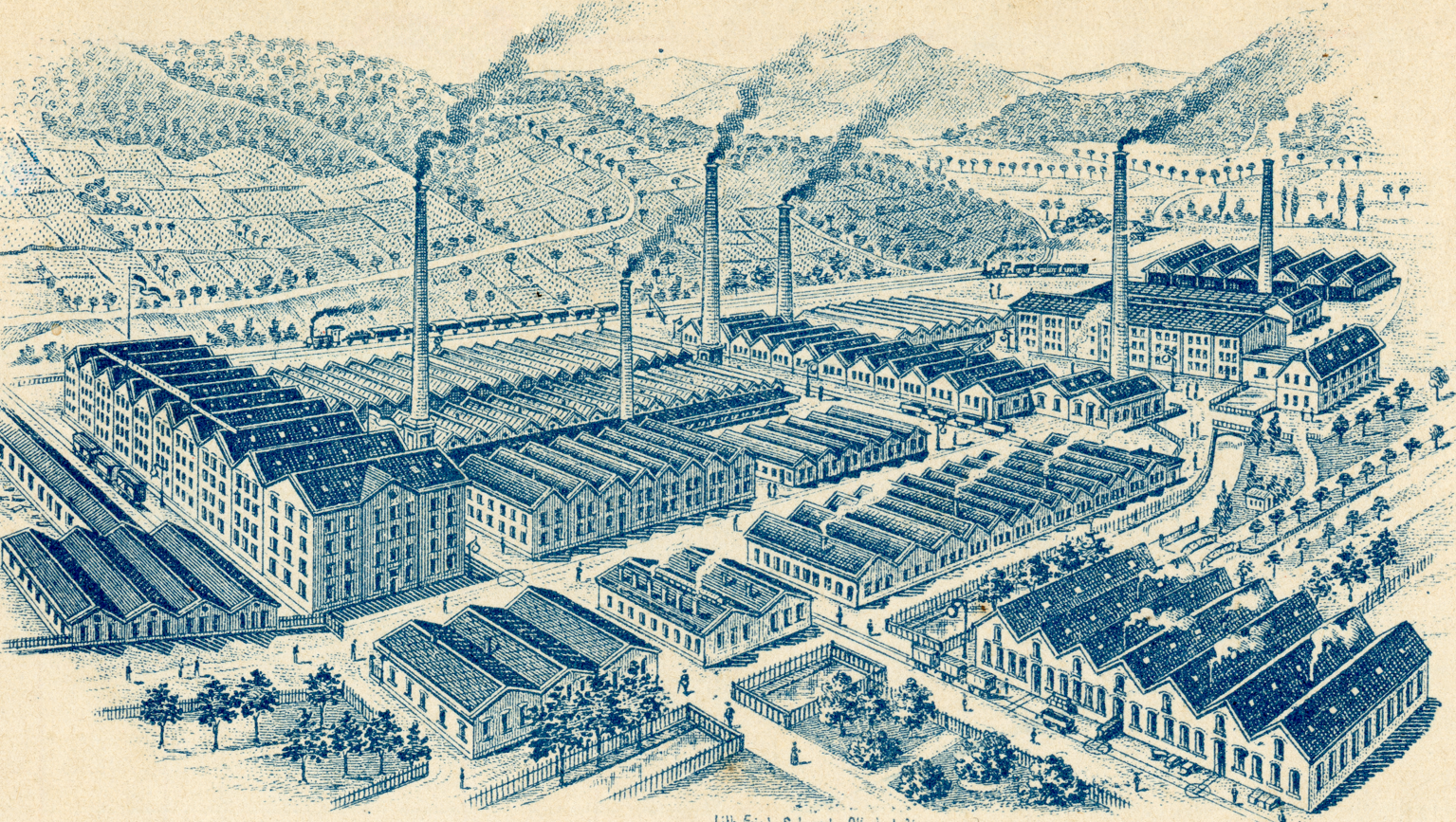
Annweiler Emaille und Maßstabfabrik um 1890

Im Jahr 1919 berief Ullrich, anstelle seines Sohnes, seinen Schwiegersohn Eugen Berthold (1882–1949) in den Vorstand der Emaille-Fabrik in Annweiler, da sein Sohn Franz einen Tag vor Eintritt des Waffenstillstandes von Compiègne, am 10. November 1918 bei einem Übungsflug in der Nähe von Traunstein als Soldat bei einem Flugzeugabsturz ums Leben gekommen war.
1925 erkrankte Gustav Ullrich an einer schweren Thrombose, die ihn bis zum Sommer 1926 sechs Monate ans Bett fesselte und ihn daran hinderte, größere Unternehmens-Geschäfte durchführen zu können. Des Weiteren erlitt er im Herbst 1930 einen Schlaganfall, von dem er sich erst fünf Jahre später vollständig erholte. Aufgrund seiner gesundheitlichen Beschwerden übertrug er Berthold am 7. Juli 1928 die Generalvollmacht.
Als Gustav Ullrich 1938 starb, wurde Eugen Berthold Generalbevollmächtigter für beide Unternehmen. Beide Firmen, von denen das Emaille-Werk später an Fissler verkauft wurde, wurden nach dem Zweiten Weltkrieg von den beiden Enkeln Ullrichs weitergeführt. Stabila befindet sich bis heute in Besitz der Nachfahren Gustav Ullrichs.

### Privates
Gustav Ullrich heiratete 1888 die aus Harxheim stammende und einer mennonitischen Familie entsprungene Marie Janson (1864–1947); er hatte mit ihr sechs Kinder. Ihr Onkel war der Reichstagsabgeordnete Jean Janson und ihr Cousin der Weingutsbesitzer und ebenfalls Reichstagsabgeordnete Heinrich Janson.

## Ehrungen, Auszeichnungen und Mitgliedschaften
Gustav Ullrich gehörte von 1895 bis 1920 erst dem Gemeindebevollmächtigtenkollegium, dann dem Stadtrat an. Er war Mitglied des Bezirkstages und Vorsitzender der Industrie- und Handelskammer für die Pfalz in Ludwigshafen. Des Weiteren wirkte er ab dem 24. Juni 1927 als Vorstandsmitglied des „Verbands pfälzischer Industrieller“ und bekleidete dasselbe Amt im Verkehrsverein.
Am 12. März 1911 wurde er zum Kommerzienrat und am 22. Dezember 1924 zum Geheimen Kommerzienrat ernannt. Im Jahr 1918 wurde Ullrich mit dem bayrischen Verdienstorden vom Heiligen Michael IV. Klasse mit Krone ausgezeichnet.
Außerdem wurde er an seinem 75. Geburtstag, am 11. Februar 1935, zum Ehrenbürger der Stadt Annweiler ernannt.

## Gedenken

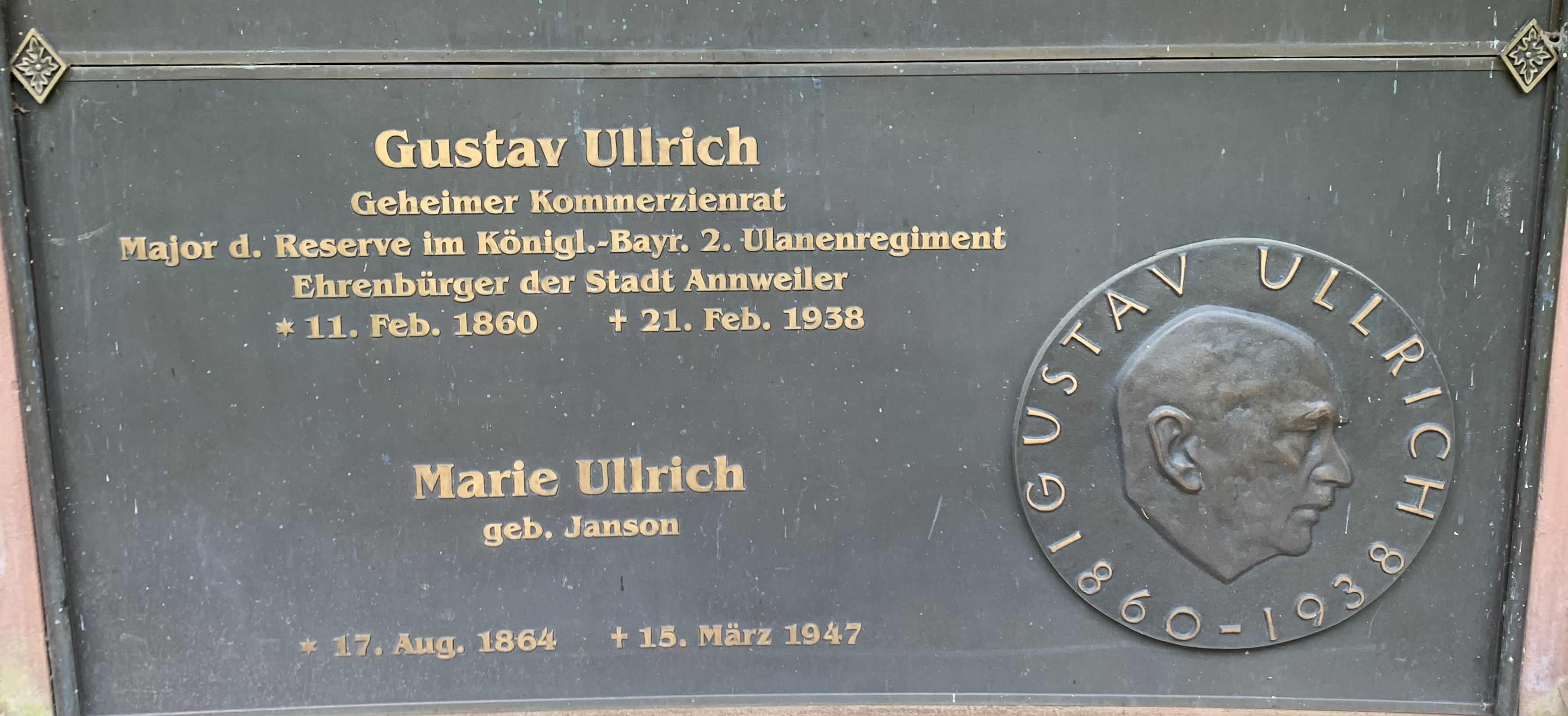
Grab Gustav Ullrichs und seiner Frau in Annweiler

Sowohl in Bellheim, am ehemaligen Zweigwerk, als auch in Annweiler ist jeweils eine Straße nach ihm benannt.
Sein und das dazugehörige Familiengrab der Ullrichs, befinden sich auf dem Hauptfriedhof in Annweiler.